# Shirdi Sai Baba
Shirdi Sai Baba, född omkring 1838, död 15 oktober 1918, var en indisk guru. Det är efter honom som Sathya Sai Baba har tagit sitt namn.